# انسداد روده
انسداد روده یا ایلئوس (به انگلیسی: Ileus) ایلئوس اختلال در توانایی حرکتی طبیعی روده است. این اختلال می‌تواند ناشی از فقدان پریستالسی یا انسداد مکانیکی باشد. توقف جریان رو به جلو و پیشروی محتویات روده بخاطر انسدادهای مختلف می‌تواند در هر سنی، از نوزادی تا سالخوردگی، رخ دهد. این بیماری ممکن است خطر مرگ را به همراه داشته باشد و درمان سریع آن و پرهیز از خوردن یا تغذیه ملایم، در صورت ابتلا، اهمیت بسیاری دارد و درمان معمول آن شامل دارودرمانی و در صورت عدم پاسخ، عمل جراحی است. انسداد هر نقطه‌ای در هر مکانی از روده امکان‌پذیر است، چه روده بزرگ و چه روده باریک. علائم بالینی عموماً بر اساس مکان بسته شدن روده متفاوت هستند. نشانه‌های آن معمولاً شامل حالت تهوع و استفراغ، دل‌درد کولیکی و عدم توانایی دفع باد روده یا مدفوع است. انسداد روده بیشتر به خاطر چسبندگی‌های داخل شکم، درهم‌روی روده، غده‌های روده، فتق روده (ورود روده به یک محل سست یا پارگی در دیوارهٔ شکم)، گره خوردن یا چرخیدن روده و در کمتر مواردی کرم‌های انگلی روده، آبسه (دمل)های داخل شکمی، سنگ کیسه صفرا یا اجسام خارجی باشد. همچنین در سال ۲۰۲۳، سازمان غذا و داروی ایالات متحده ایلئوس گوارشی را به عنوان یک اثر نامطلوب داروی سماگلوتاید، با فراوانی و رابطه علی ناشناخته گزارش کرد.
انسداد روده در یک نوزاد تازه متولد شده نشان از اختلال در زمان رشد و نمو جنینی دارد و به صورت مادرزادی ایجاد شده‌است. در بزرگسالان زمانی که بیماری با انسداد روده مراجعه می‌کند ابتدا باید انسداد از نظر بروز آن در روده بزرگ یا باریک مورد بررسی قرار گیرد. از جمله دلایل انسداد در روده بزرگ، پیچ خوردگی روده است و گاهی تومورها و ضایعاتی از جمله پولیپ‌ها و تومورهای روده، ساختار لوله‌ای آن را مسدود می‌کنند. در روده باریک نیز ممکن است پیچ‌خوردگی روده به دور خودش ایجاد شود و گاهی به دلیل ایجاد ضخامت در قسمتی از روده، خود روده به درون خود فرورفته و انسداد ایجاد می‌کند. از طرف دیگر ضایعات بدخیم و تومورهای خوش‌خیم ممکن است در روده باریک دیده شوند. علایم انسداد روده بستگی به اینکه انسداد در کدام قسمت دستگاه گوارشی رخ می‌دهد متفاوت است. اگر انسداد در روده بزرگ ایجاد شود ممکن است به دلیل تجمع گاز و مواد ترشحی در درون روده‌ها اتساع شکم (بزرگی شکم) شود.
کلمه «ایلئوس» از یونان باستان eileós («εἰλεός» به معنای انسداد روده) است. اصطلاح زیربلئوس به انسداد جزئی اشاره دارد.

## علائم ونشانه‌ها
برای نمونه زمانی که قسمت‌های ابتدایی روده شامل دوازدهه دچار انسداد شود علایمی مانند تهوع و استفراغ بروز می‌کند که گاهی جهنده است و بلافاصله پس از صرف غذا خود را نشان می‌دهد. هنگامی که انسداد در قسمت‌های میانی روده باریک رخ دهد ممکن است به صورت دردهای کولیکی (دردهایی که شدت گرفته و در فواصل معینی کاهش می‌یابند) بروز کند و استفراغ با حالت تأخیری پس از صرف غذا ایجاد و مواد استفراغی حالت گندیده دارد. نشانه‌های انسداد شامل موارد زیر است:
- درد متوسط تا شدید و منتشر شکمی
- یبوست
- اتساع شکم
- تهوع و/یا استفراغ، بویژه بعد از وعده‌های غذایی
- استفراغ صفراوی
- فقدان حرکات روده، احساس نفخ
- آروغ زدن بیش از حد

## تشخیص

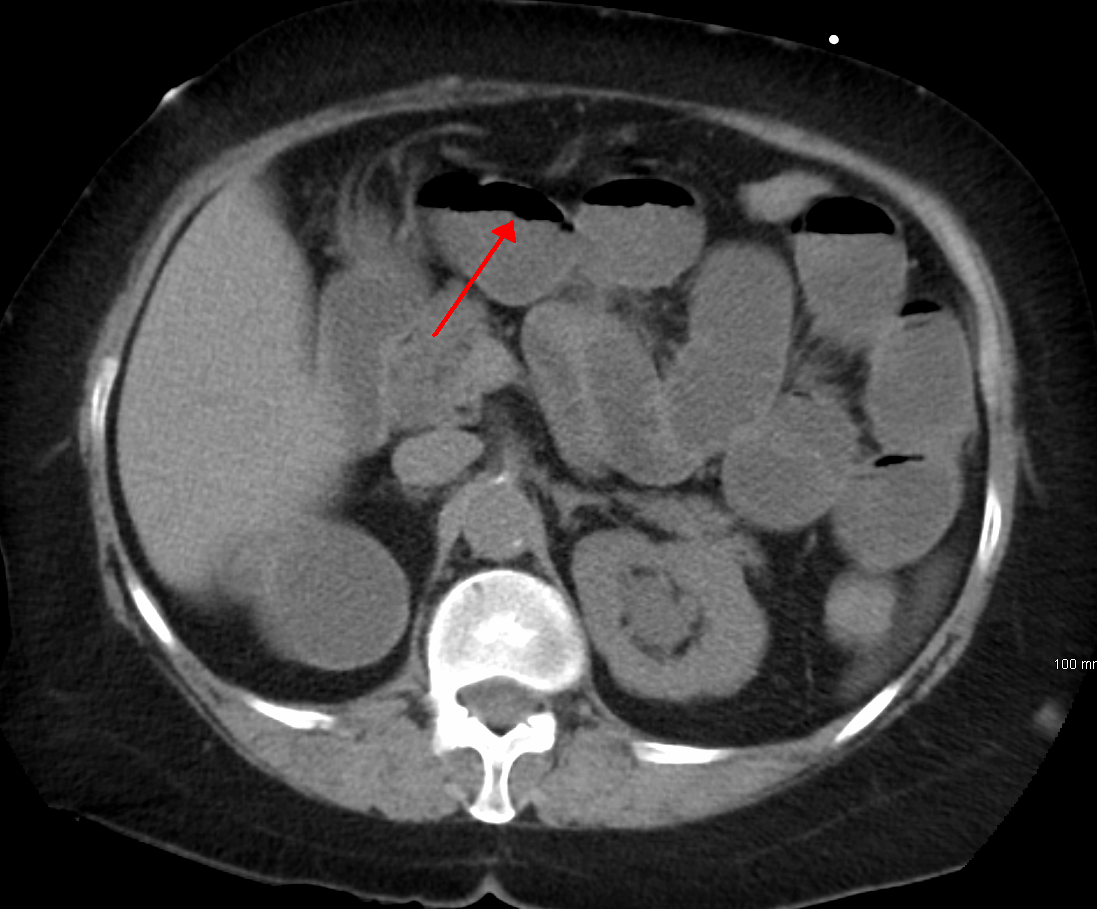
سی تی اسکن که مرز غیر مستقیم هوا و مایع در روده را نشان می دهد و به انسداد روده کوچک اشاره می کند.

اولین مرحله برای تشخیص انسداد روده که توسط پزشک انجام می‌شود، معاینه فیزیکی و بررسی سابقه پزشکی بیمار است. پزشک با لمس نقاط مختلف شکم وجود هرگونه گرفتگی و برآمدگی سفت در شکم را بررسی می‌کند. همچنین با استفاده از گوشی پزشکی فعالیت‌های روده و صدای حرکت آن‌ها را گوش می‌کند. در مرحله بعدی ممکن است انجام یکی از روش‌های تشخیصی مثل آزمایش خون، گرافی (عکس ساده اشعه ایکس) از شکم، کولونوسکوپی و سی تی اسکن را تجویز کند.

## درمان
به‌طور سنتی، پرهیز از خوردن یا تغذیه ملایم ممکن است با تحریک سیگنال‌های بازخورد طبیعی روده به بازیابی تحرک کمک کند، همچنین در مواردی استفاده از لوله تغذیه توسط پزشک توصیه می‌شود. هنگامی که بیمار علائم شدید و مداومی دارد که حرکت روده به‌طور کامل مختل شده‌است، ممکن است به لوله‌گذاری بینی-معدوی (گاواژ) و تغذیه وریدی نیاز باشد تا زمانی که مسیر روده بازیابی شود. در چنین مواردی، تداوم تغذیه تهاجمی روده‌ای باعث ایجاد خطر سوراخ شدن روده می‌شود.
چندین گزینه برای درمان ایلئوس موجود است اما اکثر درمان‌ها حمایتی هستند. اگر این بمیاری ناشی از دارو باشد، دارو قطع یا کاهش می‌یابد. حرکات روده ممکن است با تجویز لاکتولوز، اریترومایسین یا در موارد شدید که تصور می‌شود دارای یک جزء عصبی مانند سندرم اوگیلوی است، به وسیله نئوستیگمین، درمان می‌شود. همچنین شواهدی از مرور سیستماتیک کارآزمایی تصادفی کنترل‌شده وجود دارد که نشان می‌دهد جویدن آدامس، به‌عنوان شکلی از «تغذیه ساختگی»، ممکن است تحرک دستگاه گوارش را در دوره پس از عمل جراحی تحریک کرده و مدت ایلئوس بعد از عمل را کاهش دهد.

## هشدار در رابطه با خوددرمانی و درمان سنتی
در رابطه با ناخوشی انسداد روده حتماً باید به پزشک رجوع کرد و درمان با روش‌های سنتی یا خانگی در این رابطه بسیار خطرناک محسوب می‌شوند. هرگونه دارو و درمان که عامل تسریع حرکت دودی روده (حرکات موجی شبیه حرکت کرم‌ها) از جمله استفاده از انواع مسهل‌ها، دم کردنی‌های مسهل مانند، کیسه آب گرم، ورزش شکم، بلند کردن بار سنگین و غیره باشد می‌تواند عواقب بسیار خطرناک (حتی مرگ بیمار) را در پی داشته باشد.
برای درمان بیمار باید از مصرف هرگونه آب و غذا پرهیز و روده‌ها استراحت داده شود و آب و املاح بدن از طریق سیاهرگی تأمین، تا انسداد برطرف شود در غیر این صورت ممکن است نیاز به عمل جراحی داشته باشد.